# Tate Gallery

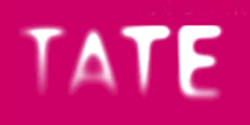
Das 2000 von der Londoner Designagentur Wolff Olins entwickelte Tate-Logo, das an ein gesprühtes Tag erinnert, wird in verschiedenen Farben für die jeweiligen Galerien eingesetzt (Hier für die Tate Modern).

Tate Gallery ist ein Netzwerk von vier Galerien im Vereinigten Königreich: Tate Britain (eröffnet 1897), Tate Liverpool (1988), Tate St Ives (1993) und Tate Modern (2000) und einer zugehörigen Website: Tate Online (1998). Das Museum verleiht alljährlich den Turner-Preis an einen britischen Künstler.

## Tate Britain

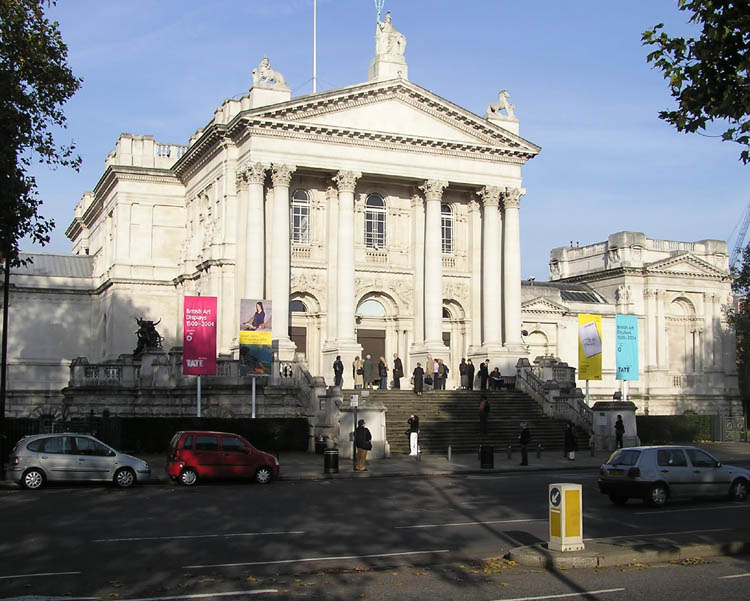
Tate Britain

Henry Tate, der durch Zucker-Plantagen zu Reichtum gelangt war, hatte dem Staat angeboten, seine Kunstsammlung der Öffentlichkeit zu übergeben und ein Museum dafür zu errichten, wenn der Staat ein Grundstück zur Verfügung stellen und das Haus dann verwalten würde. So wurde die ursprüngliche Tate Gallery 1894 offiziell als „Nationalgalerie für britische Kunst“ (National Gallery of British Art) geplant und 1897 eröffnet. Das Gebäude wurde am Themse-Ufer an der Stelle des dafür abgerissenen riesigen Millbank-Zuchthauses in Millbank, Pimlico, London errichtet.
Ursprünglich umfasste die Sammlung ausschließlich englische Kunstwerke der damaligen Zeit (Viktorianischer Stil). Später wurden auch ausländische Künstler in die Sammlung aufgenommen. Im 20. Jahrhundert schließlich umfassten die Akquisitionen prinzipiell moderne Kunst.
Im Dezember 1992 gab der Tate-Treuhandfonds bekannt, dass die Ausstellungsflächen der Sammlung in London auf zwei Orte verteilt werden sollten. Das gesamte Gebäude in Millbank sollte britische Kunst von 1500 bis zur heutigen Zeit zeigen und Tate Britain heißen. Dort ist auch die einzigartige Sammlung von Werken William Turners in einem eigenen Flügel zu sehen. An anderer Stelle sollte eine Galerie für internationale moderne und zeitgenössische Kunst, die Tate Modern, entstehen.

## Tate Modern

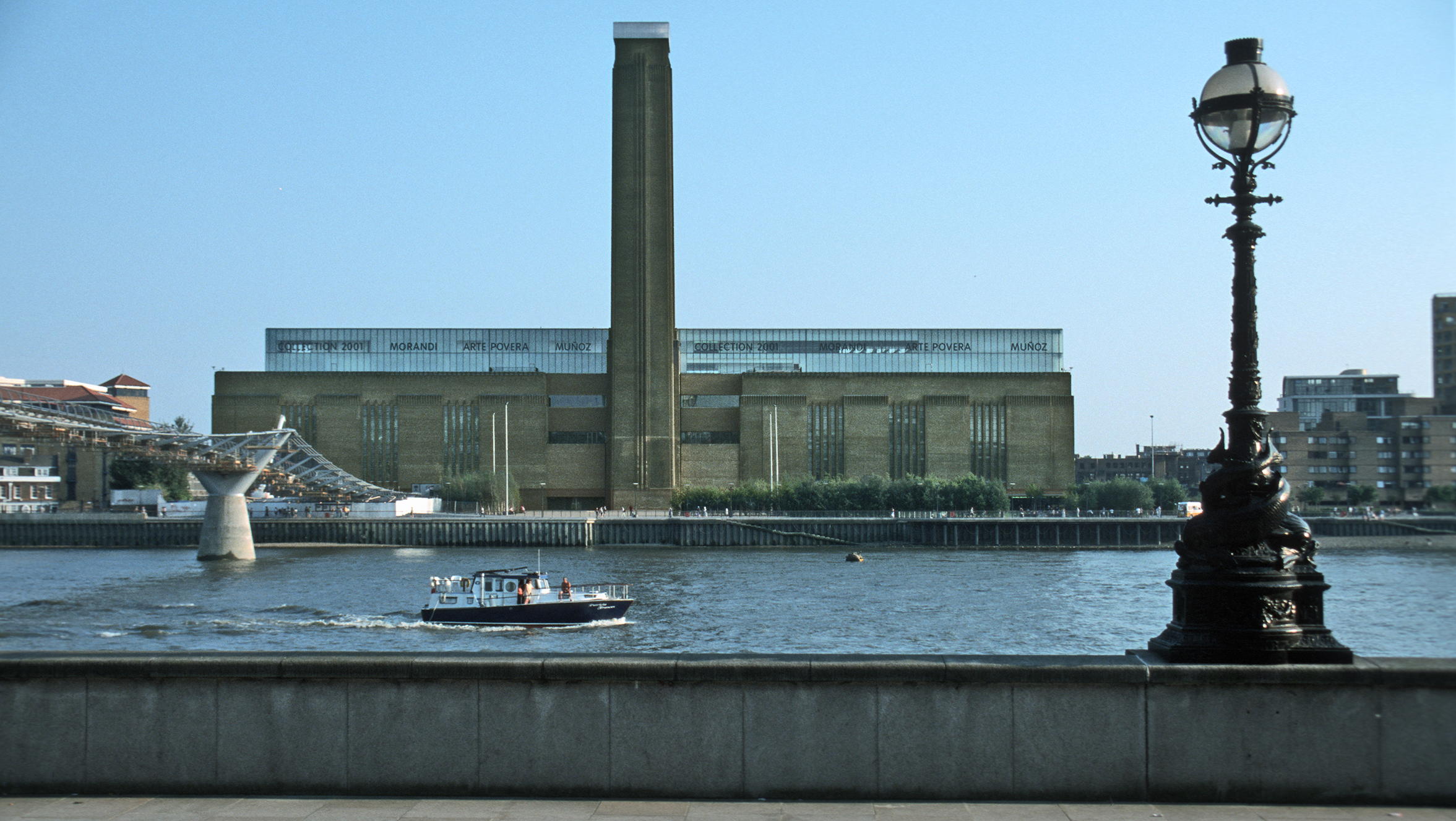
Tate Modern

Am 12. Mai 2000 wurde die Tate Modern in einem alten Ölkraftwerk, der Bankside Power Station, inmitten von London eröffnet. Das ursprüngliche Gebäude wurde von Sir Giles Gilbert Scott entworfen und in zwei Teilschritten zwischen 1947 und 1963 errichtet. 1981 wurde das Elektrizitätswerk nicht mehr gebraucht und geschlossen. Der Umbau wurde ab 1993 von den Schweizer Architekten Herzog & de Meuron in Zusammenarbeit mit den Zürcher Landschaftsarchitekten Kienast Vogt & Partner (Außenanlagen) ausgeführt. Die Kosten des Umbaus beliefen sich auf 134 Millionen Pfund Sterling (rund 196 Millionen Euro).
Galerien befinden sich im dritten, vierten und fünften Stockwerk des Gebäudes. Thematische Ausstellungen aus dem Fundus der permanenten Sammlung der Galerie befinden sich in den Stockwerken 3 und 4, während im vierten Stock zeitweilige Ausstellungen gezeigt werden. Die sehr hohe Haupthalle des Gebäudes, die ursprünglich die Turbinen beherbergte und in der heute noch der Deckenkran erhalten ist, wird für temporäre Ausstellungen speziell angefertigter Werke zeitgenössischer Künstler verwendet. Dies wird von der Firma Unilever gesponsert. Diese Serie sollte ursprünglich nur die ersten fünf Jahre beibehalten werden, wurde aber nun wegen ihrer Beliebtheit bis 2008 verlängert.

## Tate Liverpool

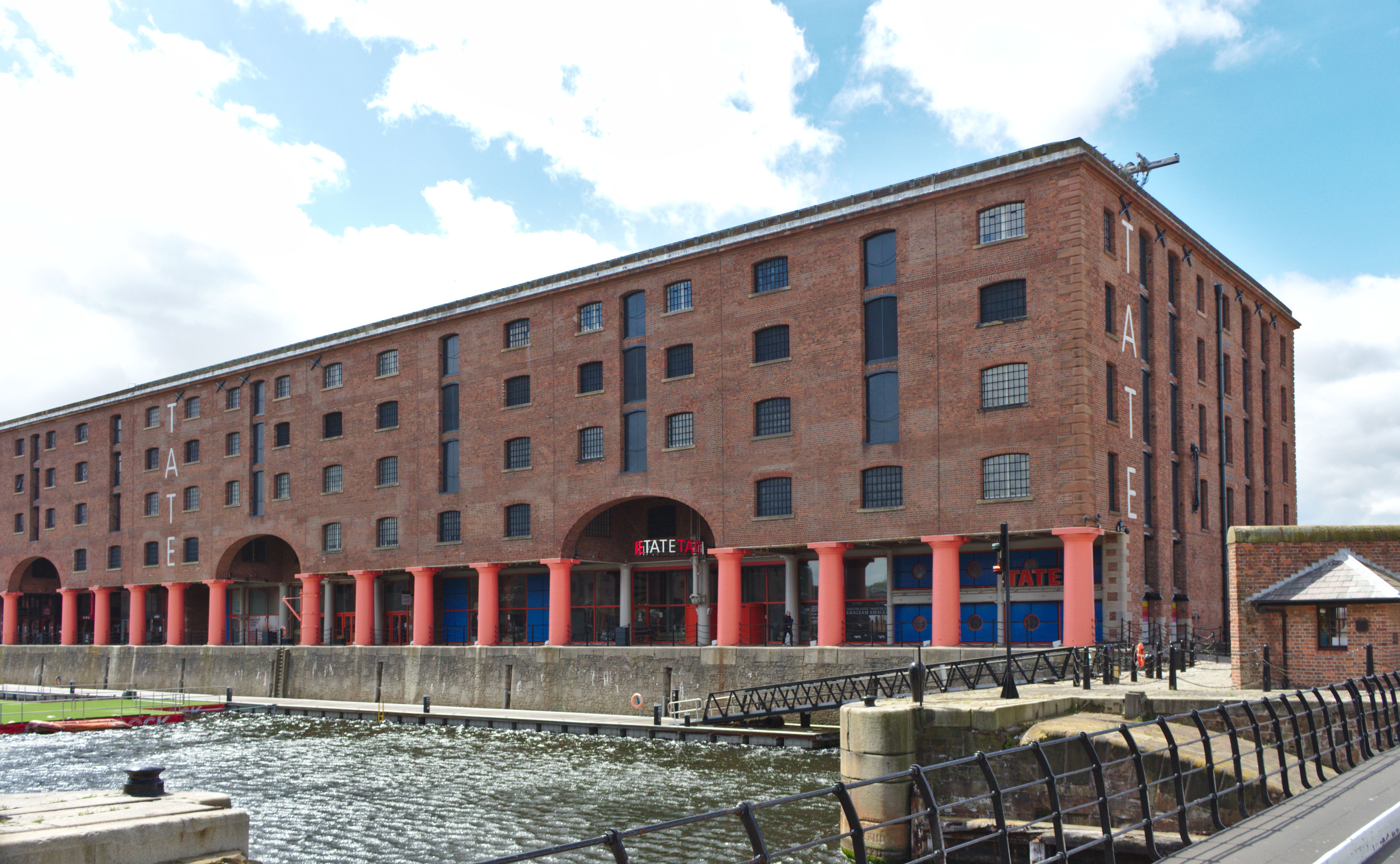
Tate Liverpool

1988 wurde in einem umgebauten Lagergebäude in den Albert Docks in Liverpool die Tate Liverpool eröffnet. Sie beherbergt zwei Haupttypen von Ausstellungen: ausgewählte Werke der Tate-Sammlung und Spezialausstellungen zeitgenössischer Kunst aus Leihgaben aus öffentlichen und privaten Sammlungen. Zusätzlich gibt es dort noch eine Ausstellung über die Beatles-Story.
Direktor der Tate Liverpool war von 2001 bis 2011 der deutsche Kunsthistoriker Christoph Grunenberg.
2019 wurde Tate Liverpool von rund 660.000 Personen besucht. 2024 betrug die Besucherzahl etwa 106.000 Personen.

## Tate St Ives

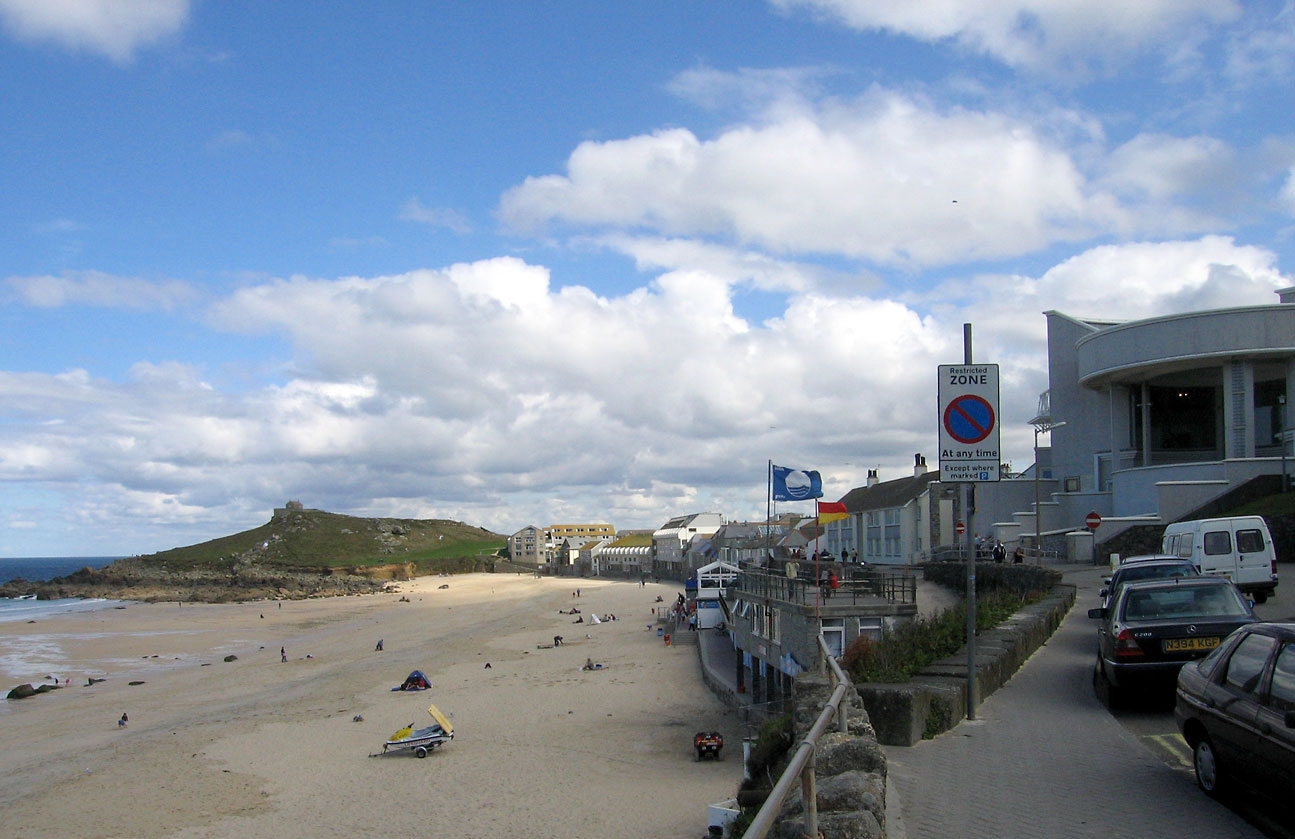
Tate St Ives

Die Tate St Ives in der Grafschaft Cornwall wurde im Juni 1993 eröffnet und bietet eine einzigartige Einführung in moderne Kunst, weil man viele Arbeiten in der Umgebung und der Atmosphäre sehen kann, die sie inspiriert hat. Außerdem gibt es Ausstellungen über eine gewisse Laufzeit, die Arbeiten zeitgenössischer Künstler zeigt, die bei Kunstprojekten entstanden sind, die von der Galerie initiiert wurden. Die Galerie geht auf eine Künstlerkolonie zurück, die 1928 von den Londonern Ben Nicholson und Christopher Wood gegründet wurde und in die auch der lokale Maler Alfred Wallis eingeladen wurde. Die Tate St Ives leitet seit 1980 auch das Barbara Hepworth Museum in St Ives, das frühere Atelier der britischen Bildhauerin, das nach ihrem Tod zusammen mit ihrem Skulpturengarten zum Museum umgestaltet wurde.
Im Oktober 2017 wurde ein lange umstrittener Erweiterungsbau der Galerie eröffnet. Die erste Ausstellung in den neuen Räumen trug den Titel Rebecca Warren. All That Heaven Allows.
2019 wurde die Tate St Ives  von rund 279.000 Personen besucht. 2024 betrug die Besucherzahl etwa 177.000 Personen.

## Tate Online
Tate Online ist die übergreifende Website der vier Tate-Galerien. Sie wurde eingerichtet, um die Galerien einem größeren Personenkreis zugänglich zu machen und diesen verstärkt an den Aktivitäten der Galerien teilhaben zu lassen. Die Website zeigt ferner viele Werke aus dem Bestand der Galerien und informiert insbesondere über die Ausstellungen.